# Biskupi polowi Wojska Polskiego
Biskupi polowi Wojska Polskiego – biskupi diecezjalni Ordynariatu Polowego Wojska Polskiego.
5 lutego 1919 papież Benedykt XV utworzył Ordynariat Polowy w Polsce i mianował pierwszego biskupa polowego Wojska Polskiego.
21 stycznia 1991, po 44 latach przerwy, papież Jan Paweł II odtworzył biskupstwo polowe w Polsce.

## Biskupi polowi
| Lata urzędowania | Biskup | Biskup                        | Uwagi |
| ---------------- | ------ | ----------------------------- | --- |
| 1919–1933        |        | gen. dyw. Stanisław Gall      | następnie arcybiskup tytularny Carpathus, późniejszy administrator apostolski archidiecezji warszawskiej             |
| 1933–1947        |        | gen. dyw. Józef Gawlina       | następnie arcybiskup tytularny Madytus                                                                               |
| 1991–2004        |        | gen. dyw. Sławoj Leszek Głódź | od 2004 arcybiskup polowy, następnie biskup diecezjalny warszawsko-praski, późniejszy arcybiskup metropolita gdański |
| 2004–2010        |        | gen. dyw. Tadeusz Płoski      | pośmiertnie awansowany do stopnia generała broni                                                                     |
|                  |        | płk Sławomir Żarski           | administrator Ordynariatu Polowego Wojska Polskiego sede vacante w 2010                                              |
| 2010–2021        |        | gen. bryg. Józef Guzdek       | następnie arcybiskup metropolita białostocki                                                                         |
|                  |        | Józef Guzdek                  | administrator apostolski sede vacante w latach 2021–2022                                                             |
| od 2022          |        | Wiesław Lechowicz             | |